# Alga Bisjkek
Alga Bisjkek är ett kirgizisk fotbollsklubb från Bisjkek i Kirgizistan. Klubben grundades år 1947. Ombildad 2006 och 2008.

## Historia
- 1947: Grundad som FC Zenit Frunze
- 2005: Upplöst
- 2006: Namnbyte till Aviator AAL Bisjkek (ombildad)
- 2007: Upplöst
- 2010: Namnbyte till FK Alga Bisjkek (ombildad)

## Meriter
Kirgiziska ligan: 5 (1992, 1993, 2000, 2001, 2002)
- Silver: 1995, 1997, 1998, 1999, 2003, 2004, 2005, 2012, 2020
- Brons: 2014, 2019, 2021, 2022

Kirgiziska cupen: 9
- Vinnare: 1992, 1993, 1997, 1998, 1999, 2000, 2001, 2002, 2003
- Finalist: 1993, 2012

Supercup: 0
- Vinnare:
- Finalist: 2013

## Placering tidigare säsonger
| Säsong | Nivå | Liga           | Placering | Referens |
| ------ | ---- | -------------- | --------- | -------- |
| 2010   | 1    | Top Liga       | 4         | [ 3 ]    |
| 2011   | 1    | Top Liga       | 4         | [ 4 ]    |
| 2012   | 1    | Top Liga       | 2         | [ 5 ]    |
| 2013   | 1    | Top Liga       | 4         | [ 6 ]    |
| 2014   | 1    | Top Liga       | 3         | [ 7 ]    |
| 2015   | 1    | Top Liga       | 4         | [ 8 ]    |
| 2016   | 1    | Top Liga       | 3         | [ 9 ]    |
| 2017   | 1    | Top Liga       | 5         | [ 10 ]   |
| 2018   | 1    | Top Liga       | 5         | [ 11 ]   |
| 2019   | 1    | Premjer Ligasy | 3         | [ 12 ]   |
| 2020   | 1    | Premjer Ligasy | 2         | [ 13 ]   |
| 2021   | 1    | Premjer Ligasy | 3         | [ 14 ]   |
| 2022   | 1    | Premjer Ligasy | 3         | [ 15 ]   |
| 2023   | 1    | Premjer Ligasy | 4         | [ 16 ]   |
| 2024   | 1    | Premjer Ligasy | 9         | [ 17 ]   |
| 2025   | 1    | Premjer Ligasy |           | [ 18 ]   |